# Mark Reynolds
Mark Andrew Reynolds (nascido em 3 de agosto de 1983) é um jogador profissional de beisebol jogando como primeira base no Washington Nationals da Major League Baseball (MLB). Também jogou pelo Arizona Diamondbacks, Baltimore Orioles, Cleveland Indians, New York Yankees, Milwaukee Brewers, St. Louis Cardinals e Colorado Rockies da. Jogador destro, Reynolds ganhou atenção por seus frequentes e longos home runs, alto número total de strikeouts e versatilidade na defesa, tendo jogado primeiramente como homem de terceira base antes de ser remanejado para a primeira base nos Brewers e nos Cardinals.
O Diamondbacks escolheram Reynolds na 16ª rodada do draft de 2004 da MLB vindo do Virginia Cavaliers da Universidade de Virgínia, onde jogou principalmente como shortstop. Nas ligas menores, jogou como segunda base, terceira base,  shortstop e campista esquerdo. Fez sucesso em 2006 com o Lancaster JetHawks e com o Tennessee Smokies, com aproveitamento de 31,8%, 31 home runs (HR) e 98 RBIs em 106 jogos. Com o Diamondbacks em 2009, conseguiu 44 home runs, 102 RBIs, 24 bases roubadas e 98 corridas.
Conhecido por sua extrema força nas rebatidas, conseguiu, entre 2009–11, ficar entre os 10 melhores em total de home runs. Em 2009, estabeleceu o recorde de todos os tempos em mais strikeouts sofridos entre os rebatedores em temporada única.